# Le Tronchet (Ille-et-Vilaine)
 Le Tronchet  ist eine französische Gemeinde mit 1204 Einwohnern (Stand 1. Januar 2022) im Département Ille-et-Vilaine in der Region Bretagne; sie gehört zum Arrondissement Saint-Malo und zum Kanton Dol-de-Bretagne. Die Bewohner werden Tronchetois und Tronchetoises genannt.

## Bevölkerungsentwicklung
| Jahr      | 1962 | 1968 | 1975 | 1982 | 1990 | 1999 | 2007 | 2017 |
| Einwohner | 795  | 840  | 904  | 825  | 818  | 845  | 978  | 1161 |

## Sehenswürdigkeiten
- Ehemalige Abtei Notre-Dame du Tronchet, erlitt Zerstörungen in den Hugenottenkriegen, erhalten sind Abteikirche und Kreuzgang, seit 1933 als Monument historique klassifiziert
- Schloss, genannt „malouinière“ im Weiler Le Haut Mesnil aus dem 19. Jahrhundert
- Kapelle im Weiler Le Haut Mesnil aus dem 19. Jahrhundert, einige Jahre nach dem Bau des Schlosses
- Der Wald Le Mesnil (rund 600 Hektar)
- Herrenhaus in Le Mesnil des Bois aus dem 16. Jahrhundert
- Kapelle la Salette in Le Mesnil des Bois aus dem 19. Jahrhundert

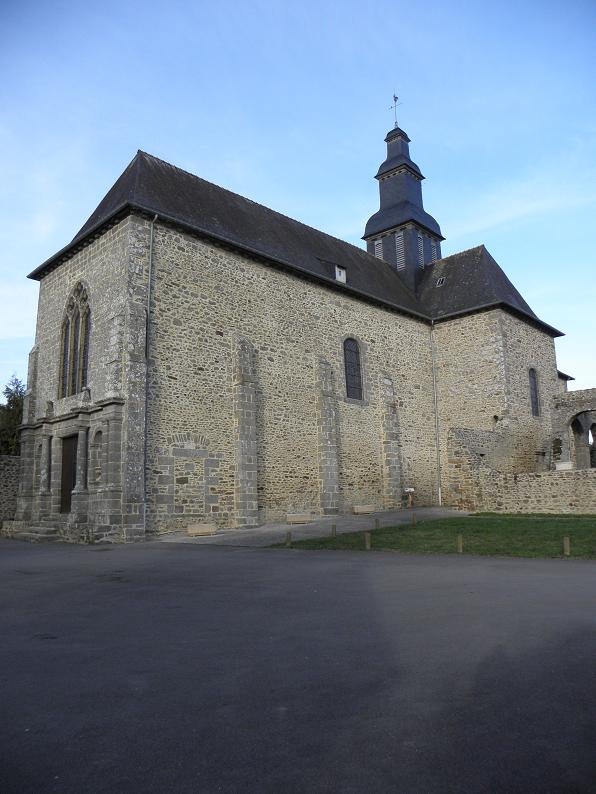
Abteikirche Notre-Dame du Tronchet.
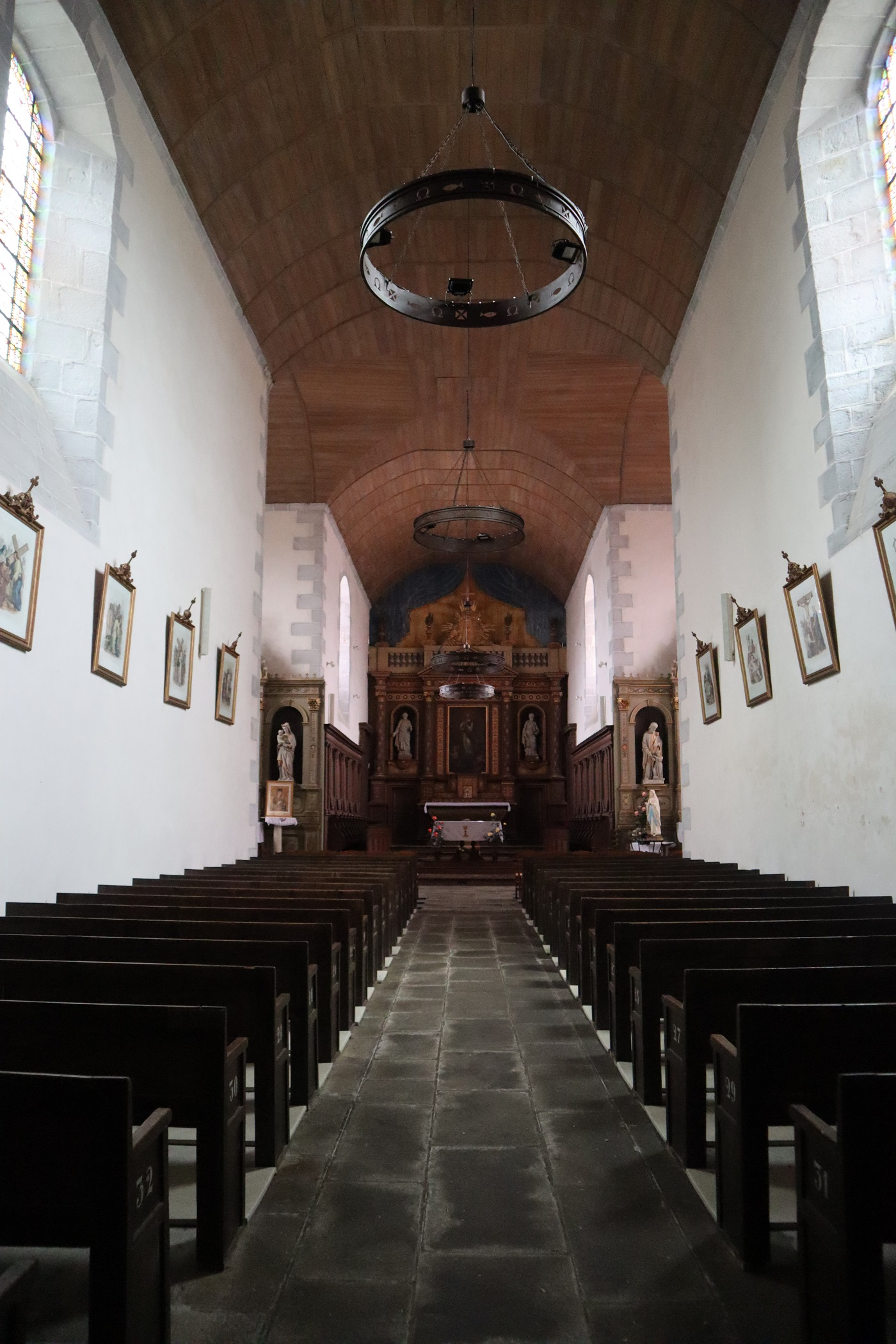
Innenansicht der Abteikirche
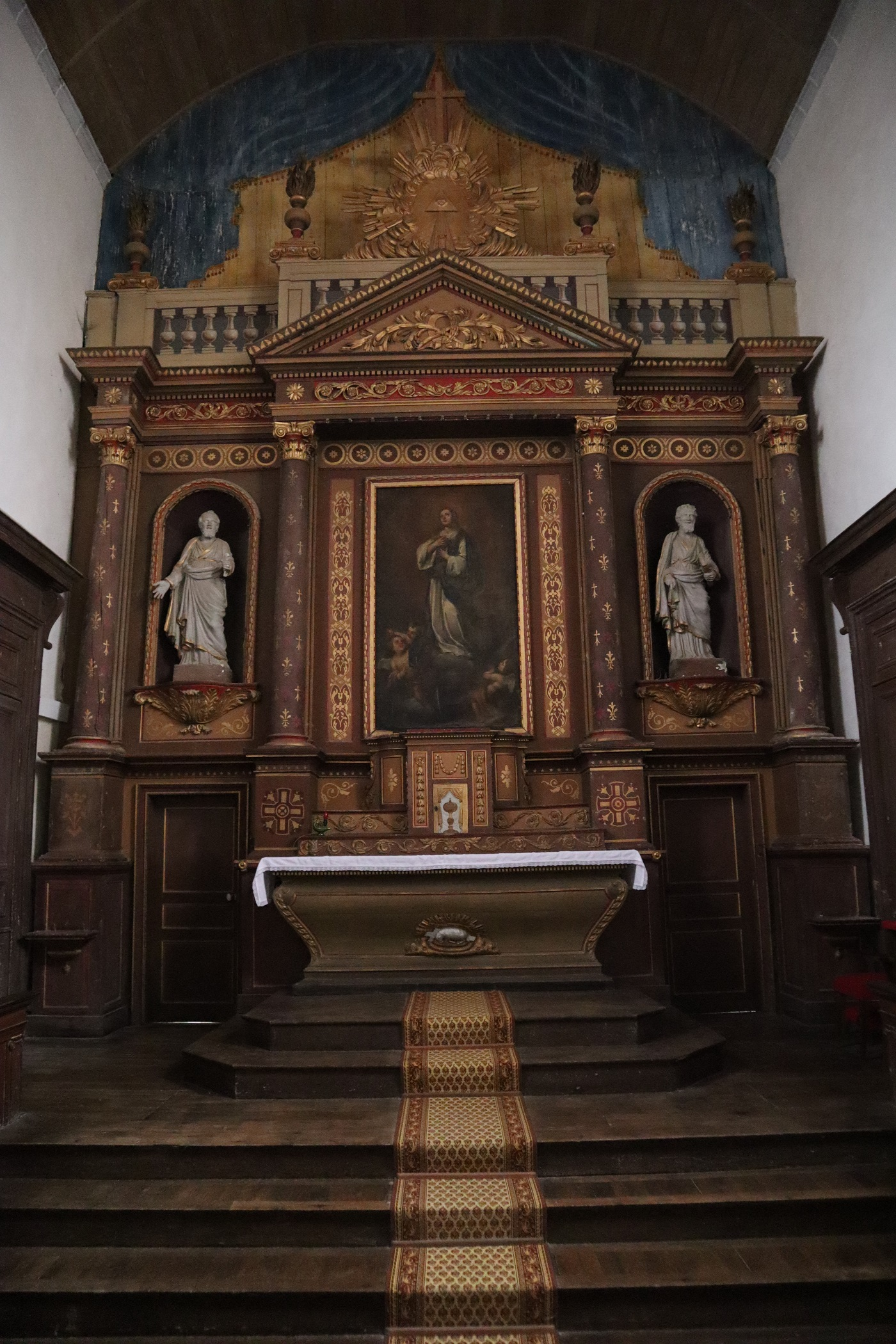
Hauptaltar der Abteikirche